# Џонас Мекас
Џонас Мекас (енгл. Jonas Mekas; Semeniškiai, Литванија 24. децембар 1922 –  Бруклин, Њујорк, 23. јануар 2019) је амерички редитељ, директор фотографије, монтажер, писац, глумац, песник, уметник, филмски критичар и публициста литванског порекла. Један је од водећих личности америчког авангардног флима.

## Биографија
Рођен је у Литванији где је прво био сведок совјетске, па немачке окупације. Године 1944, Јонас Мекас заједно са својим братом Адолфасом напушта земљу због рата. Када су хтели да побегну возом, завршили су у немачком логору Елмсхорн. После осам месеци побегли су у Данску. Током лутања Европом су већ тада обојица заљубила у филм. Пошто је Америка 50-их година била седиште уметника другачијег начина изражавања, крајем 1949. браћа Мекас емигрирају у САД и настањују се у Вилијамсбургу (Бруклин, Њујорк).
Два месеца након доласка, Џон Мекас позајмљује новац како би купио своју прву шеснаестомилиметарску Болекс камеру и почиње да снима кратке тренутке свог живота. Убрзо се дубље укључује у амерички авангардни филмски покрет. 
Године 1954, заједно са братом, покреће часопис Филмска култура (Film Culture), који убрзо постаје најзначајнија филмска публикација у САД. У овој публикацији се писало о Маји Дерен и Стену Брекиџу, великим именима филмске авангарде, али и о Хауарду Хоксу и Алфреду Хичкоку. Међу сталним сарадницима су били још млади Петар Богдановић и касније посебно утицајни критичар Ендру Сарис.
Године 1958. Џонас Мекас је започео своју легендарну колумну Movie Journal у Village Voice, часопису јавног дискурса у слободној форми, духовитог и страственог новинарства.
Године 1962. основао је Удружење филмских стваралаца (the Film-Makers' Cooperative) а 1964. Кинотеку филмских стваралаца (the Film-Makers' Cinematheque), која је временом прерасла у збирни филмски архив (Anthology Film Archives), једно од највећих и најважнијих светских репозиторијума авангардног филма, које је уједно било и место његове пројекције.
За све то време, наставио је да пише поезију и снима филмове. Објавио је више од 25 књига прозе и поезије, које су преведене на десетине језика. Његова литванска поезија је део литванске класичне књижевности, а његови филмови се могу наћи у водећим музејима широм света. Он је у великој мери заслужан за развој филма у форми дневника (Diary film). Мекас је такође био активан као професор, предавао је на: New School for Social Research, International Center for Photography, Cooper Union, New York University и MIT. 

## Режија
Филмове режира од 1953. године. Прво значајније остварење му је филм: Топови од дрвећа (Guns of the Trees, 1961), запис о младићима из њујоршких предграђа у стилу cinéma vérité.
Године 1964. екранизује чувену представу њујоршког Living Theater-a: Бриг (The Brig), и за ту представу је добио је Велику награду Филмског фестивала у Венецији 1963. године.
Од 1969. године непрестано снима аутобиографске филмске импресије: Дневници, белешке и скице (Diaries, Notes and Sketches), пиксилације свакодневних призора, чиме се дуги временски одсечци резимирају у кратке визуелне флешеве.

## Филмови и друга дела
Само неки од филмова су на овом списку. Опсежна и обимна филмографија, као и комплетан опус у различитим доменима рада Џонаса Мекаса се налази на његовом званичном веб-сајту. Написао је многе програмске и пропагандне текстове у којима је излагао гледишта undergound покрета, од којих су неки преведени и на српски језик. Чувени је проглас  Филмским ствараоцима широм света.

###### Краћи избор филмова
- Walden (1969),
- Reminiscences of a Journey to Lithuania (1972),
- Lost Lost Lost (1975),
- Scenes from the Life of Andy Warhol (1990),
- Scenes from the Life of George Maciunas (1992),
- As I was Moving Ahead I saw Brief Glimpses of Beauty (2000),
- Letter from Greenpoint (2005),
- Sleepless Nights Stories (2011)
- Out-takes from the Life of a Happy Man
- 2007. године је завршио серију од 365 кратких филмова које је постављао на интернет, један филм свакога дана, и од тада је наставио да дели свој рад на свом вебсајту. [2]

## О експерименталном и авангардном филму
О експерименталном филму, приликом једног интервјуа, новинару Гардијана је рекао следеће:
Нико није експериментисао, ни Маја Дерен, ни Стен Брекиџ, а понајмање ја. Напросто смо правили своју врсту филмова, јер нас је све на то терало, уопште нисмо имали утисак да експериментишемо.
Препустите експерименте научницима!
Ипак, Џонас Мекас се никада није оградио од етикете кума филмске авангарде, која се непрестано наводи уз његово име.